# Ligne de Poitiers à Arçay
La ligne de Poitiers à Arçay est une ligne de chemin de fer française longue de 62,6 km située dans le département de la Vienne, en région Nouvelle-Aquitaine, en France. Elle se greffe à la ligne de Paris-Austerlitz à Bordeaux-Saint-Jean en gare de Grand-Pont-Preuilly et aboutit sur la ligne des Sables-d'Olonne à Tours quelques centaines de mètres en amont de la gare d'Arçay.
Elle constitue la ligne no 574 000 du réseau ferré national.

## Histoire
Elle a été mise en service par l'Administration des chemins de fer de l'État le 15 mai 1874 et fermée au trafic voyageurs le 15 mai 1939. Quant au trafic marchandises il a cessé complètement le 3 avril 1972 car auparavant la section entre Mirebeau et Saint-Jean-de-Sauves était toujours utilisée. 

## État actuel
La ligne est toujours utilisée entre Grand-Pont-Preuilly et Neuville-de-Poitou pour la desserte de la gare fret de Chalandray (située sur la ligne de Neuville-de-Poitou à Bressuire). Si la voie est toujours présente entre Saint-Jean-de-Sauves et Arçay, elle est en mauvais état et recouverte par la végétation en de multiples endroits, ; cette section n'est plus exploitée.